# Matúškovo
Matúškovo (Hongaars: Taksonyfalva) is een Slowaakse gemeente in de regio Trnava, en maakt deel uit van het district Galanta.
Matúškovo telt 2.018 inwoners. De meerderheid van de bevolking is etnisch Hongaar.
De gemeente die direct ten zuiden van het stadje Galanta ligt bestond in 2011 uit 2031 personen, 1178 Hongaren en 764 Slowaken. De gemeente behoort hiermee tot het Hongaarse taalgebied dat het volledige zuiden van Slowakije omvat. De bevolking behoort tot de Hongaarse minderheid in Slowakije.

## Geboren
- 1983 – Ján Novota, voetballer